# Boom, Like That
Boom, Like That è un brano musicale di Mark Knopfler, unico singolo estratto dall'album Shangri-La del 2004.
Il pezzo descrive i metodi estremamente sbrigativi e spregiudicati dell'imprenditore statunitense Ray Kroc, fondatore della McDonald's Corporation. Il testo della canzone fu suggerito a Knopfler dalla lettura dell'autobiografia di Kroc, intitolata Grinding It Out: The Making of McDonald's.

## Tracce
CD-Single
1. Boom, Like That – 5:47
2. Summer of Love – 3:15

CD-Maxi
1. Boom, Like That – 5:47
2. Summer of Love – 3:15
3. Who's Your Baby Now (Live at Massey Hall, Toronto) – 4:22

## Classifiche
| Classifica (2004) | Posizione massima |
| ----------------- | ----------------- |
| Italia            | 10                |
| Paesi Bassi       | 30                |
| Regno Unito       | 34                |
| Svizzera          | 54                |